# Bismarckturm (Hagen)
Der Hagener Bismarckturm zur Erinnerung an den ersten Reichskanzler des Deutschen Reiches, Otto von Bismarck, steht in der westfälischen Stadt Hagen auf dem nahen Goldberg.

## Bau des Turms
Als einer der ersten Bismarcksäulen wurde der Turm in den Jahren 1900/1901 nach einem Entwurf des Architekten Wilhelm Kreis von dem Bauunternehmen B. Liebold & Co. aus Holzminden erbaut. Kreis hatte im Jahr 1899 für einen Wettbewerb der „Deutschen Studentenschaft“ einen grundlegenden Turmentwurf „Götterdämmerung“ in Form einer wuchtigen Feuersäule geschaffen, der von den Initiatoren prämiert und bis zum Jahr 1911 47-mal gebaut wurde. Der Aufbau des Turmes in Hagen lehnte sich eng an diesen Entwurf an und wurde am 2. Juli 1901 fertiggestellt. Für das Äußere des Turmes wurde Ruhrsandstein verwendet, für den Innenausbau behauene Grauwacke. Einziger Außenschmuck des Turmes ist das Relief des Reichsadlers mit Bismarckwappen an der Eingangsseite.
Der Turm steht auf einer Höhe von 265 m und hat eine Gesamthöhe von 24 Metern. Der Bismarckturm befindet sich am Hagener Drei-Türme-Weg, einem 11,6 km langen Wanderweg der Strecke Goldberg – Bismarckturm – Kaiser-Friedrich-Turm – Eugen-Richter-Turm.

## Verfall und Sanierung
Ab April 2006 war der Zutritt zum Turm wegen Baufälligkeit nicht möglich. Die Stadt Hagen wollte den Bismarckturm aufgrund geschätzter Sanierungskosten von über 500.000 € nicht sanieren lassen, der Zugang zum Turm wurde durch einen provisorischen Bauzaun gesperrt. Am 11. Januar 2011 wurde der Förderverein Bismarckturm Hagen e. V. gegründet, der sich zum Ziel gesetzt hatte, den Turm zu sanieren und wieder zugänglich zu machen. Durch Spenden, Fördermittel der NRW-Stiftung und Eigenleistungen des Fördervereins konnte das Bauwerk bis Ende Juni 2014 umfangreich saniert werden.

## Wiedereröffnung
Am 5. Juli 2014 wurde der Hagener Bismarckturm im Rahmen einer großen Feier wiedereröffnet. Das Bauwerk wird seitdem an bestimmten Tagen für Besucher geöffnet.

## Debatte um den Fördervereinsvorsitzenden
Von dem langjährigen Vorsitzenden des Fördervereins wurde Anfang 2017 ein Foto publik auf welchem er mit einem T-shirt der Identitären Bewegung abgebildet war. Der Vorsitzende trat nach der aufkommenden Debatte im Hagener Stadtrat daraufhin von seinem Posten zurück um seiner Abwahl zuvorzukommen.